# Aeroportul East London
Aeroportul East London (IATA: ELS, ICAO: FAEL) este un aeroport din Provincia Eastern Cape, Africa de Sud ce deservește zona East London. Aeroportul a fost tranzitat în decembrie 2022 de 63.006 pasageri. A fost numit după zona deservită.
Situat la o altitudine de 128 m, aeroportul dispune de o singură pistă. Este operat de Airports Company South Africa⁠(d).